# Matsuri Arai
Matsuri Arai (en japonés: 荒井祭里, Arai Matsuri; Itami, 18 de enero de 2001) es una deportista japonesa que compite en saltos de plataforma.
En los Juegos Asiáticos de 2022 consiguió una medalla de plata en la prueba de plataforma 10 m sincro. Participó en los Juegos Olímpicos de Tokio 2020, ocupando el sexto lugar en la misma prueba.

## Palmarés internacional
| Juegos Asiáticos | Juegos Asiáticos | Juegos Asiáticos | Juegos Asiáticos       |
| Año              | Lugar            | Medalla          | Prueba                 |
| ---------------- | ---------------- | ---------------- | ---------------------- |
| 2022             | Hangzhou (China) | Medalla de plata | Plataforma 10 m sincro |